# Jewgienij Dadonow
Jewgienij Anatoljewicz Dadonow, ros. Евгений Анатольевич Дадонов (ur. 12 marca 1989 w Czelabińsku) – rosyjski hokeista, reprezentant Rosji.

## Kariera
- Traktor Czelabińsk 2 (2004-2008)
- Traktor Czelabińsk (2007-2009)
- Rochester Americans (2009-2011)
- Florida Panthers (2009-2012)
- San Antonio Rampage (2011)
- Charlotte Checkers (2012)
- Donbas Donieck (2012-2014)
- SKA Sankt Petersburg (2014-2017)
- Florida Panthers (2017-2020)
- Ottawa Senators (2020-2021)
- Vegas Golden Knights (2021-2022)
- Montreal Canadiens (2022-)

Wychowanek Traktora Czelabińsk. W drafcie NHL z 2007 został wybrany przez Florida Panthers. W barwach tego klubu grał w NHL w trzech sezonach od 2009 do 2012, jednak równolegle grał także w zespołach farmerskich w lidze AHL. Od lipca 2012 zawodnik Donbasu Donieck. W grudniu 2013 przedłużył kontrakt z klubem. Od czerwca 2014 zawodnik klubu SKA Sankt Petersburg. Od lipca 2017 ponownie zawodnik Florida Panthers, związany trzyletnim kontraktem. W październiku 2020 przeszedł do Ottawa Senators, także wiążąc się trzyletnią umową. Pod koniec lipca 2021 ogłoszono jego transfer do Vegas Golden Knights. W czerwcu 2022 przeszedł do kanadyjskiego Montreal Canadiens. 
Uczestniczył w turniejach mistrzostw świata 2014, 2015, 2016, 2017, 2018, 2019, Pucharu Świata 2016.

## Osiągnięcia
Reprezentacyjne
- Złoty medal mistrzostw świata juniorów do lat 18: 2007
- Brązowy medal mistrzostw świata juniorów do lat 20: 2008, 2009
- Złoty medal mistrzostw świata: 2014
- Srebrny medal mistrzostw świata: 2015
- Brązowy medal mistrzostw świata: 2016, 2017, 2019

Klubowe
- Złoty medal wyższej ligi: 2006 z Traktorem
- Awans do Superligi: 2006 z Traktorem
- Puchar Kontynentalny: 2013 z Donbasem
- Puchar Gagarina – mistrzostwo KHL: 2015, 2017 ze SKA
- Złoty medal mistrzostw Rosji: 2015, 2017 ze SKA

Indywidualne
- NHL All-Star Game SuperSkills Competition: 2011
- KHL (2012/2013):
  - Mecz Gwiazd KHL (wybrany, nie wystąpił)[8]
- KHL (2013/2014):
  - Piąte miejsce w klasyfikacji +/- w fazie play-off: +8
- KHL (2014/2015):
  - Najlepszy napastnik miesiąca - kwiecień 2015[9]
  - Pierwsze miejsce w klasyfikacji strzelców w fazie play-off: 15 goli
  - Drugie miejsce w klasyfikacji strzelców zwycięskich goli meczowych w fazie play-off: 4 gole
  - Trzecie miejsce w punktacji kanadyjskiej w fazie play-off: 20 punktów
  - Drugie miejsce w klasyfikacji +/- w fazie play-off: +12
  - Nagroda Dżentelmen na Lodzie dla napastnika
  - Ilja Kowalczuk, który otrzymał nagrodę Mistrz Play-off dla Najbardziej Wartościowego Gracza (MVP) fazy play-off (19 punkty za 8 goli i 11 asyst w 22 meczach)[10] przekazał to wyróżnienie nagrodę przekazał koledze z drużyny, którym był Jewgienij Dadonow, najskuteczniejszy strzelec fazy play-off[11]
- Mistrzostwa Świata w Hokeju na Lodzie 2016/Elita:
  - Czwarte miejsce w klasyfikacji strzelców turnieju: 6 goli[12]
  - Trzecie miejsce w klasyfikacji kanadyjskiej turnieju: 13 punktów[13]
  - Czwarte miejsce w klasyfikacji +/- turnieju: +10[14]
- KHL (2016/2017):
  - Czwarte miejsce w klasyfikacji strzelców w sezonie zasadniczym: 30 goli
  - Piąte miejsce w punktacji kanadyjskiej w sezonie zasadniczym: 66 punktów
  - Czwarte miejsce w klasyfikacji +/- w sezonie zasadniczym: +33
  - Najlepszy napastnik - finał o Puchar Gagarina[15]
  - Drugie miejsce w klasyfikacji strzelców zwycięskim goli meczowych w fazie play-off: 3 gole
  - Nagroda Najlepsza Trójka dla tercetu najskuteczniejszych strzelców ligi (oraz Nikita Gusiew i Wadim Szypaczow)[16][17]
- Mistrzostwa Świata w Hokeju na Lodzie 2019/Elita:
  - Piąte miejsce w klasyfikacji strzelców turnieju: 7 goli (ex aequo)[18]

Wyróżnienie
- Zasłużony Mistrz Sportu Rosji w hokeju na lodzie (2014)

Odznaczenie
- Order Honoru (2014)[19]